# ジブチの地理

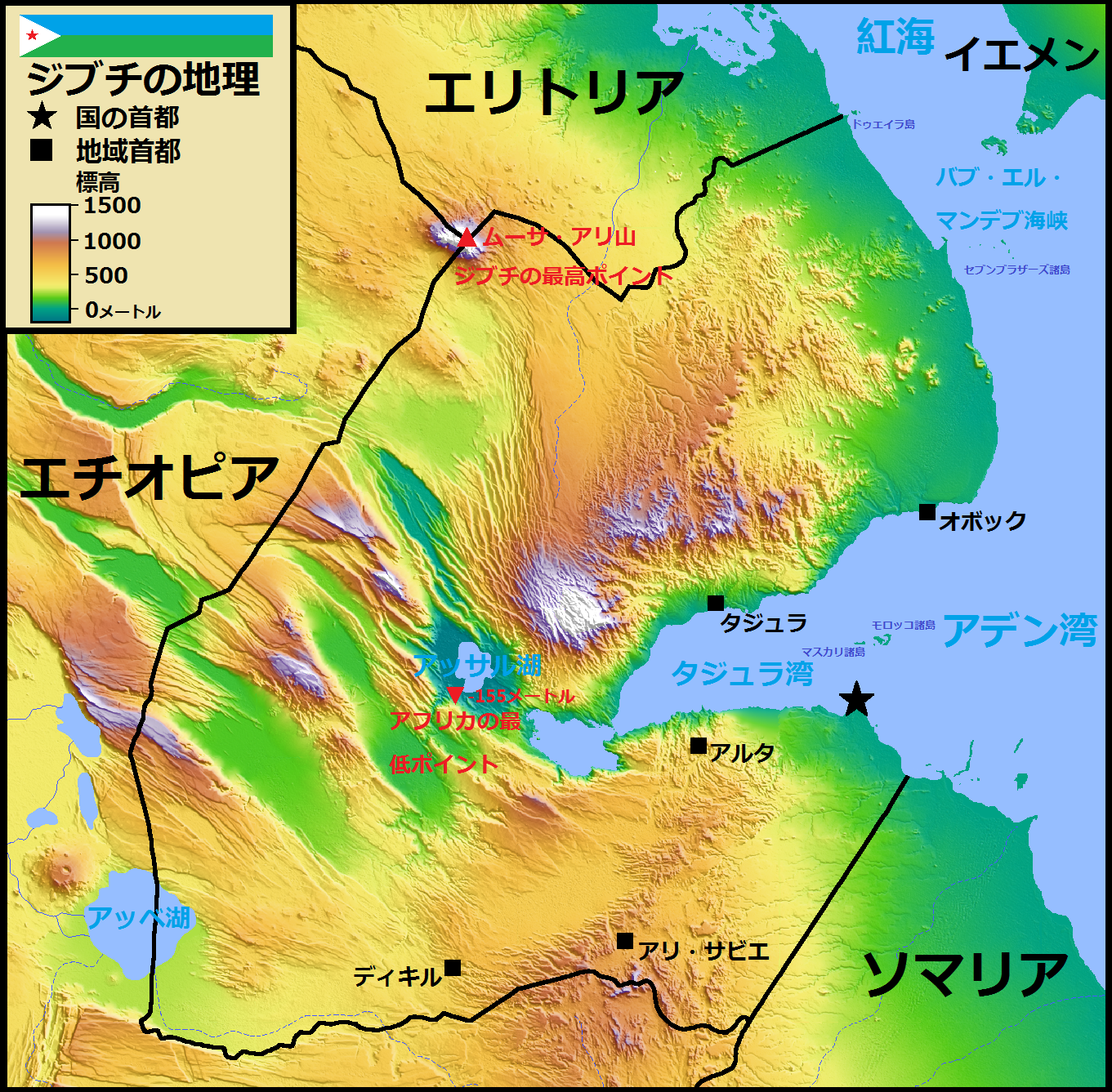
ジブチの地図

ジブチの地理（ジブチのちり）では、ジブチの地理的な事象について説明する。

## 地形
平野部の多くはアデン湾に望み、海沿いに広がる。国土にはタジュラ湾という大きな湾が東から西へと食い込んでおり、沿岸にはマングローブの林があるほか、サンゴ礁が広がる地域も存在し、観光地化されている場所もある。
国土全体が地質学的にアファール窪地 (Afar Depression、アファール盆地、アファール三角地帯) と呼ぶ3つのプレートの会合部であり、エリトリア・エチオピア・ソマリアに亘る世界屈指の規模を誇るアフリカ大地溝帯が広がり、海面下155mに位置するアッサル湖から標高2,000mを越える高地（ムーサ・アリ山の最高地点2028m）まで起伏に富む。タジュラ州の南に位置するアッサル湖 (Lake Assal) は、世界で三番目（アフリカでは一番）に低い場所にある湖とされる火口湖で、面積54km2、平均水深7m、その塩分34.8%は死海を超え世界一である。

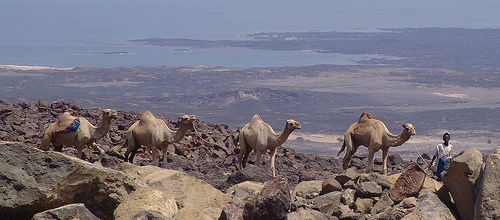
アッサル湖

## 交通
地形的な制約のため、鉄道は首都ジブチ市とエチオピア、ソマリア方面、道路はエチオピア方面こそ整備はされているものの、他の地域への交通網はほぼ未整備状態である。
2006年から日本の支援により、アデン湾岸の都市を結ぶフェリー航路の整備も試みられている。